# Annette Hollywood
Annette Hollywood, Eigenschreibweise: annette hollywood, Geburtsname Annette Hanisch (* 1969 in Mainz) ist eine deutsche Künstlerin und Filmemacherin.

## Leben
Annette Hollywood studierte an der Hochschule für Bildende Künste Braunschweig und war an der New York University visiting scholar. Sie lebt und arbeitet in Berlin.
Ihre Arbeiten werden weltweit auf Filmfestivals wie den Internationalen Kurzfilmtagen Oberhausen und in Ausstellungen und gezeigt, so war sie z. B. auf der Internationalen Biennale für zeitgenössische Kunst (Prag 2005) und bei In the Loop: Contemporary video art (Washington, 2011) als deutscher Beitrag vertreten.
Sie engagiert sich für die Freiheit von Kunst und Künstlern und deren Position in der Gesellschaft durch ehrenamtliche Vorstandstätigkeit im Deutschen Künstlerbund (2006–2012 und seit 2016) sowie in der Internationalen Gesellschaft der Bildenden Künste (seit 2006), für die sie zahlreiche Projekte initiiert hat.

## Werk
Annette Hollywoods Arbeiten setzen sich kritisch und humorvoll mit der Repräsentation von Kunst, Identitäts- und Geschlechterkonzepten auseinander. Dabei hinterfragt sie auch immer wieder die sozialen, strukturellen und ökonomischen Bedingungen von Kunstproduktion und Diskurs heute – Prozesse der Produktion von künstlerischer Identität, Autorschaft sowie Teilhabemechanismen.
Mit ihrer Strategie des „Performing found footage“, bei der sie Phänomene der Popkultur und Massenmedien dekonstruiert, schließt sie an künstlerische Vorgehensweisen wie Expanded Cinema, Appropriation Art sowie feministische Kunst an.

## Ausstellungen (Auswahl)
- 1999 Unfinished business, Haus am Lützowplatz, Berlin
- 2001 Fighting for you, New Museum of Contemporary Art New York / US
- 2001 Confidences, Casino Luxembourg / L
- 2001 Mach dir ein Bild von annette hollywood, halle für kunst, Lüneburg[5]
- 2002 Starring, Kunstsammlungen zu Weimar – Neues Museum
- 2003 Werkschau, Stuttgarter Filmwinter, Gedok-Galerie, Stuttgart
- 2003 Hollywood Art History, Allgemeiner Konsumverein Braunschweig
- 2005 A Second Sight, International Biennale of Contemporary Art, National Gallery, Prag/CZ
- 2006 Sexy Mythos, NGBK, Berlin / Forum Stadtpark, Graz / HfGB, Leipzig
- 2007 Sexy Mythos, Oberbeck Gesellschaft, Lübeck
- 2008 Sorry Curator, nogallery, Berlin[6]
- 2010 In the Loop: Contemporary video art, National Portrait Gallery, Washington / US
- 2010 Passwords. New representations of femininity, Centro Cultural Montehermoso / SP
- 2011 Let the Rhythm Hit ‘Em, Kunstraum Kreuzberg, Berlin
- 2011 KW 69#5: Nach Abschluss der Reise, KW Institute for Contemporary Art, Berlin
- 2012 Kunst Kunst, Galerie für Zeitgenössische Kunst, Leipzig
- 2013 The Art Song Collection, Galerie Thore Krietemeyer, Berlin[7]
- 2014 Bigasso Baby, Galerie Futura, Berlin[8]
- 2014 Baby I love you, Kunstverein Wolfsburg
- 2015 Irony in Media Art, European Media Art Festival, Kunsthalle Osnabrück
- 2016 Quotenfrauen, Künstlerhaus Bregenz / AUT
- 2017 Faktor X Haus der Kunst München

## Auszeichnungen und Preise
- 1999 Preis der Deutschen Filmkritik, Internationale Kurzfilmtage Oberhausen
- 1999 Niedersächsischer Förderpreis im Bereich Film
- 1999 Förderpreis für Bildende Kunst, Bundesministerin für Bildung und Forschung
- 1999 Lobende Anerkennung der Jury, Stuttgarter Filmwinter
- 1999 Preis der Veranstalterinnen, Bochumer Videofestival
- 2001 Atelierstipendium, Künstlerstätte Schloß Bleckede, Land Niedersachsen[9]
- 2002 Auslandsstipendium, Deutsches Studienzentrum Venedig / IT[10]
- 2005 einjähriges Projektstipendium, Stiftung Rheinland-Pfalz für Kultur (Balmoral)
- 2007 Förderpreis für Bildende Kunst der Stadt Mainz[11]
- 2008 Arbeitsstipendium, Stiftung Kunstfonds[12]
- 2009 Künstlerische Filmförderung, medienboard Berlin Brandenburg
- 2009 Ehrenpreis Expanded Wolperdinger, Stuttgarter Filmwinter
- 2015 Produktionsförderung Kurzfilm, Beauftragte der Bundesregierung für Kultur und Medien
- 2017 Recherchestipendium Kunst, Senat von Berlin[13]

## Veröffentlichungen
- 2001 Mach dir ein Bild von annette hollywood, (dt./engl.), Text: Doris Berger, Tobias Berger, Birgit Eusterschulte, Heidi Fichtner, Heike Munder, Petra Reichensperger, Julia Schäfer u. a., ed.: Künstlerstätte Schloss Bleckede, annette hollywood. Salon Verlag, ISBN 3-89770-147-2
- 2002 Starring, Texte: Jens Hinrichsen, Julia Schäfer, ed.: Stiftung Weimarer Klassik und Kunstsammlungen, ISBN 978-3-929323-27-6
- 2006 Real artist life – Das wahre Künstlerleben, ed.: Künstlerhaus Schloß Balmoral. Revolver Verlag
- 2006 Absolut annette hollywood, (dt./engl.), Text: Verena Kuni, ed.: Goldrausch Künstlerinnenprojekt, ISBN 3-937476-42-3
- 2007 Reality check – who is afraid of master of arts? ed.: Internationale Gesellschaft der Bildenden Künste (IGBK), annette hollywood, Barbara Wille, ISBN 978-3-00-020439-5
- 2012, Artists in transit, ed.: Internationale Gesellschaft der Bildenden Künste (IGBK), annette hollywood, Andreas Schmid, ISBN 978-3-00-040721-5
- 2013 Are artists rich? ed.: Internationale Gesellschaft der Bildenden Künste (IGBK), annette hollywood, Moira Zoitl
- 2014 The Art Song Collection, (dt./engl.), Text: Bodo Mrozek. argobooks, ISBN 978-3-942700-46-7
- 2017 Berlin Studio Conversations, Twenty Women Talk About Art, ed.: Stephanie Buhmann, The Greenbox, ISBN 978-3-941644-93-9
- 2017 DIY – Vermittlung künstlerischer Aneignungsstrategien zur Selbstermächtigung von Jugendlichen, S. 261–272 in: Missing_LINK, Übergangsformen von Kunst und Pädagogik in der Kulturellen Bildung – Künstlerische Kunstpädagogik im Kontext, ed.: Joachim Kettel, Athena Verlag, ISBN 978-3-89896-650-4